# De libero arbitrio diatribe sive collatio
De libero arbitrio diatribe sive collatio (literalmente: De livre arbítrio: Discursos ou Comparações) é o título latino de uma obra polêmica de Erasmo de Roterdã.

## Antecedentes
De libero arbitrio diatribe sive collatio foi escrito expressamente para refutar um ensinamento específico de Martinho Lutero, sobre a questão do livre-arbítrio. Lutero tornou-se cada vez mais agressivo em seus ataques à Igreja Católica Romana, indo muito além da agenda reformista de Erasmo.
Lutero publicou em 1520 seu Assertio omnium articulorum (em si uma resposta à bula Exsurge domine do Papa Leão X que ameaçou Lutero de excomunhão) que incluía a declaração de que Deus efetua as más ações dos ímpios como parte da afirmação wycliffiana de que tudo acontece por pura necessidade, negando assim o livre-arbítrio. Erasmo decidiu que este era um assunto de desacordo central e estrategizou por vários anos com amigos e correspondentes sobre como responder com moderação adequada sem piorar a situação para todos.

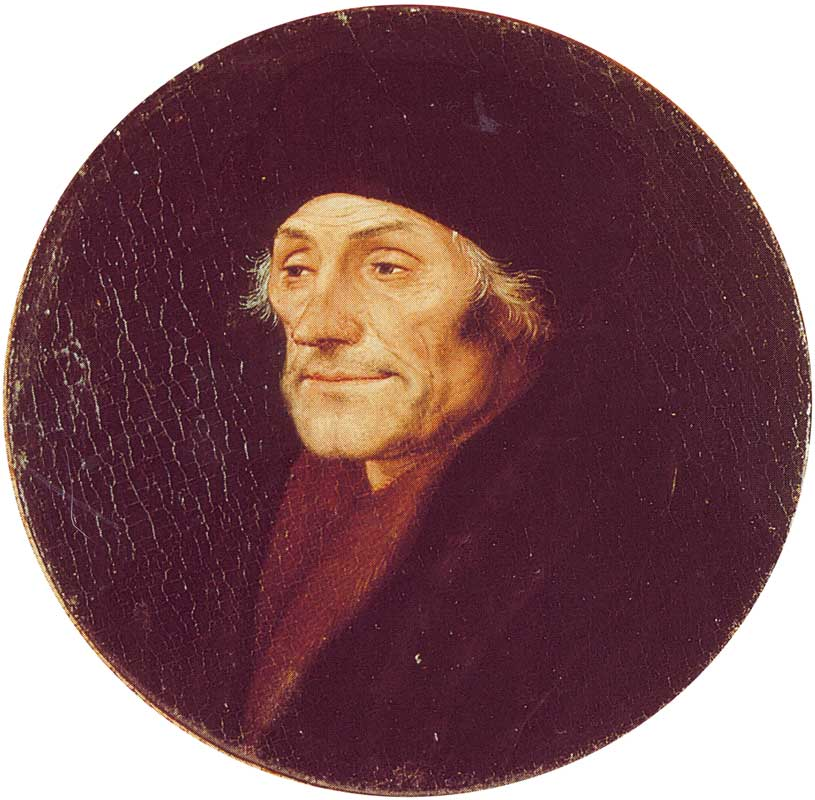
Retrato de Erasmo por Hans Holbein, o Jovem

A estratégia final de Erasmo tinha três pontas:
- primeiro, um diálogo Inquisitio de fide para diminuir o calor geral e o perigo, que questionava se os luteranos eram hereges e, porque eles aceitavam o Credo, propunha que os luteranos não eram;
- em segundo lugar, um pequeno livro sobre o livre-arbítrio dirigido tanto a questões de limites de autoridade, discurso, interpretação bíblica quanto ao livre-arbítrio;
- terceiro, um pequeno livro De immensa misericordia dei (Sobre a imensa misericórdia de Deus), escrito ostensivamente como um sermão modelo, publicado no mesmo dia que Sobre o Livre Arbítrio e sem mencionar Lutero; estabeleceu que Deus não era arbitrário, contra as reivindicações da predestinação.

### Terminologia
- Sinergismo é a ideia de que a salvação ou justificação adulta envolve algum tipo de cooperação (observando que o co- não conota igualdade das partes, a graça de Deus sempre sendo de alguma forma anterior). Esta é a visão que Erasmo promove em No livre arbítrio.
- Monergismo é a ideia de que Deus traz a salvação ou justificação de um indivíduo independentemente de sua cooperação. Esta é a visão associada aos primeiros líderes da Reforma, como Lutero.
- O semipelagianismo é a ideia de que o início da fé é uma escolha livre, com a graça sobrevindo apenas mais tarde.
- Pelagianismo é a ideia de que os humanos têm livre-arbítrio para alcançar a perfeição

## Conteúdo
Um estudioso comentou: "O De Libero Arbitrio é claro no que se opõe, menos no que afirma".

### Prefácio
A tese de Erasmo não era simplesmente a favor do sinergismo não dogmático, mas que a teologia assertiva de Lutero não era fundamentada e limitada adequadamente, como pode ser visto nos títulos do Prefácio:
1. A suposta infalibilidade de Lutero
2. Objetividade e ceticismo
3. Ter uma mente aberta
4. Dificuldades na escritura
5. Essência da piedade cristã
6. A capacidade limitada do homem para saber
7. Inadequação dos ensinos de Lutero

A resposta de Lutero a estes (ignorando o primeiro ponto) tinha os títulos: Asserções no Cristianismo; Nenhuma liberdade para ser um cético; Clareza das escrituras; Questão crucial: Conhecer o livre-arbítrio; Presciência de Deus; Tirania das Leis; a paz do cristão; liberdade cristã; Espontaneidade de atos necessários; Graça e livre-arbítrio.

### Sinergismo e causalidade
Erasmo explica a graça preveniente pela analogia de uma criança pequena, fraca demais para andar sozinha. Seu pai mostra à criança uma maçã como um incentivo e apoia a criança enquanto ela dá passos em direção à maçã. Mas a criança não poderia ter se levantado sem o apoio dos pais, nem visto a maçã sem que os pais mostrassem, nem pisado sem o apoio dos pais, nem segurado a maçã a menos que os pais a colocassem em suas mãos pequenas. Assim, a criança deve tudo aos pais, mas a criança não fez nada.

### Presciência e predestinação
Em parte, a disputa entre Erasmo e Lutero se resumia a diferenças de opinião a respeito das doutrinas da justiça divina e da onisciência e onipotência divinas. Enquanto Lutero e muitos de seus companheiros reformadores priorizaram o controle e o poder que Deus tinha sobre a criação, Erasmo priorizou a justiça e a liberalidade de Deus para com a humanidade.
Lutero e outros reformadores propuseram que a humanidade foi despojada do livre-arbítrio pelo pecado e que a predestinação divina governava todas as atividades dentro do reino mortal. Eles sustentavam que Deus era completamente onisciente e onipotente; que qualquer coisa que acontecesse tinha que ser o resultado da vontade explícita de Deus, e que a presciência de Deus sobre os eventos de fato trouxe os eventos à existência.
Erasmo, no entanto, argumentou que a presciência não era igual à predestinação. Em vez disso, Erasmo comparou Deus a um astrônomo que sabe que um eclipse solar vai ocorrer. A presciência do astrônomo não faz nada para causar o eclipse — ao contrário, seu conhecimento do que está por vir procede de uma familiaridade íntima com o funcionamento do cosmos. Erasmo sustentava que, como criador do cosmos e da humanidade, Deus estava tão intimamente familiarizado com suas criações que era capaz de predizer perfeitamente os eventos que estavam por vir, mesmo que fossem contrários à vontade explícita de Deus. Ele citou exemplos bíblicos de Deus oferecendo avisos proféticos de desastres iminentes que dependiam do arrependimento humano, como no caso do profeta Jonas e o povo de Nínive.

### Livre-arbítrio e o problema do mal
Se os humanos não tivessem livre-arbítrio, argumentava Erasmo, então os mandamentos e advertências de Deus seriam vãos; e se os atos pecaminosos (e as calamidades que os seguiram) fossem de fato o resultado da predestinação de Deus, então isso faria de Deus um tirano cruel que punia suas criações pelos pecados que as forçou a cometer. Em vez disso, insistiu Erasmo, Deus dotou a humanidade de livre-arbítrio, valorizou essa característica nos humanos e os recompensou ou puniu de acordo com suas próprias escolhas entre o bem e o mal. Ele argumentou que a grande maioria dos textos bíblicos implícita ou explicitamente apoiava essa visão, e que a graça divina era o meio pelo qual os humanos se tornavam conscientes de Deus, bem como a força que sustentava e motivava os humanos enquanto buscavam por sua própria liberdade. vontade de seguir as leis de Deus.

### Conclusão de Erasmo
Erasmo finalmente concluiu que Deus era capaz de interferir em muitas coisas (incluindo a natureza humana), mas optou por não fazê-lo; assim, pode-se dizer que Deus é responsável por muitas coisas porque permitiu que ocorressem (ou não ocorressem), sem ter estado ativamente envolvido nelas.

## Resultado
A resposta de Lutero a Erasmo veio um ano depois em On the Bondage of the Will, de 1525, que o próprio Lutero mais tarde considerou uma de suas melhores peças de escrita teológica.
No início de 1526, Erasmo respondeu com a primeira parte de seus dois volumes Hyperaspistes, mas esse era um trabalho mais longo e complexo que recebeu comparativamente pouco reconhecimento popular. O primeiro volume dizia respeito à interpretação bíblica; o segundo volume dizia respeito ao livre-arbítrio. Erasmo considerou a doutrina de depravação total de Lutero como um exagero e observou que uma inclinação para o mal não existia em Jesus nem em sua mãe.

"O que a Igreja lê com proveito quando escrito por Agostinho, Lutero arruína com palavras atrozes e hipérboles,...(como)...a absoluta necessidade de todas as coisas." Erasmus, Hyperaspistes II
Sexta Sessão (1549), Capítulo V do Concílio de Trento definiu uma forma de sinergismo semelhante à de Erasmo. Em 1999, a Igreja Católica e a Federação Luterana Mundial (mais tarde unidas por muitas outras denominações protestantes) fizeram uma Declaração Conjunta sobre a Doutrina da Justificação sobre um entendimento comum da justificação, concluindo que as posições teológicas mutuamente anatematizadas na época da A reforma não foi, de fato, sustentada pelas igrejas.